# Tradición apostólica
La tradición apostólica o sagrada tradición (del latín traditio, entregar, de tradere) es el concepto religioso cristiano que indica que no toda la revelación divina se describe en la Biblia, sino que también fue enseñada de la voz de Jesús y trasmitida oralmente por los apóstoles.
Según la definición de la Iglesia católica y la Iglesia ortodoxa; la parte de la palabra revelada por Dios que no pasó a ser escrita en la Biblia pero que sigue viva en la Iglesia. Esa transmisión del mensaje de Cristo fue llevada a cabo, «desde los comienzos del cristianismo, por la predicación, el testimonio, y el culto. Los apóstoles transmitieron a sus sucesores, los obispos y, a través de estos, a todas las generaciones hasta el fin de los tiempos todo lo que habían recibido de Cristo y aprendido del Espíritu Santo».
La revelación divina se realiza de dos modos: con la transmisión viva, por las generaciones de fieles, de la «palabra de Dios» (también llamada simplemente «tradición»); y con la Sagrada Escritura, que es el mismo anuncio de la salvación puesto por escrito. Ambas conjuntamente se denominan el «depósito de la fe».

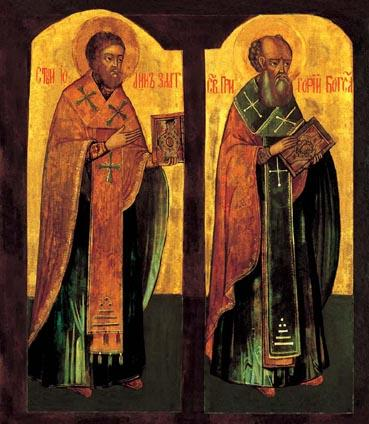
San Juan Crisóstomo y san Gregorio Nacianceno.

## Concepto y división

### La tradición en su sentido teológico
Según fray Santiago Ramírez de Dulanto, la Tradición siempre ha sido de importancia para la Iglesia, pero su estudio se hizo más importante durante la Contrarreforma, y en tiempos contemporáneos ante el ataque de la herejía modernista. «Tradición divina» se define, primero, como «la revelación de una verdad, de un hecho o de una intuición hecha por Dios a los hombres, para que entre ellos se retransmita, se conserve y se perpetúe». La tradición escrita está en la Biblia y se denomina «Sagrada Escritura», mientras que la que permanece oral no tiene un nombre específico, sino que recibe el nombre genérico de tradición y es aquella parte de la revelación que no está consignada por escrito en los libros canónicos. Así es como llega a distinguirse la Revelación en sus dos partes: la escritura y la tradición.
La revelación, hecha por Dios en un momento concreto de la historia, debía, según la disposición divina, transmitirse de generación en generación, y para eso quiso Dios mismo disponer de un pueblo que realizara esa transmisión: Israel en el Antiguo Testamento; la Iglesia en el Nuevo. Conviene subrayar que, en este caso, aunque encontramos analogías con el fenómeno general humano de la tradición, hay diferencias netas: en primer lugar, porque lo que se transmite no es una simple adquisición humana, sino las verdades y la vida divina comunicadas por Dios; en segundo lugar, porque la transmisión misma no es un acontecimiento meramente humano, sino algo que se realiza bajo una peculiar asistencia divina, que libró a Israel y, de modo especialísimo, libra a la Iglesia de caer en deficiencias de transmisión. La Iglesia es indefectible: Dios puede permitir —y permite de hecho— que el cristiano singular caiga en el error o en el pecado; pero no permite que la Iglesia pierda la doctrina por Él revelada ni los medios de santificación por Él instituidos, sino que actúa constantemente en ella dándole vida y haciéndole trascender las limitaciones del espacio y del tiempo. Resumiendo lo dicho, podemos definir la tradición, en sentido teológico, como la transmisión por parte de la Iglesia viva de la entera realidad cristiana.
La idea de tradición contiene tres elementos constitutivos, uno «activo», el acto de Dios comunicándose a los apóstoles; uno «pasivo» u «objetivo», o sea la cosa comunicada; y el tercer elemento es la «oralidad». Estos tres elementos llevan a una segunda definición, más concreta y completa: «la tradición es la divina revelación no consignada en las Sagradas Letras, sino enseñada de viva voz por Cristo o dictada por el Espíritu Santo a los apóstoles como fundadores de la Iglesia para que ella se conserve y perpetúe».

### Divisiones de la tradición
Ramírez Dulanto presenta dos clases de divisiones en la tradición: esencial, por causas intrínsecas, o accidental, por causas extrínsecas.
La división esencial surge cuando hay diferencias en alguno de los tres elementos constitutivos. Por el principio «activo» —también llamado «originario»— se puede distinguir la «tradición divina» o «tradición dominical» que es la revelada por Cristo a viva voz, por otro lado está la «tradición divino-apostólica» que es la revelación del Espíritu Santo a los apóstoles; y finalmente se puede hacer una tercera distinción: la «tradición eclesiástica», que no tiene una autoridad claramente menor, y es la que surge de los apóstoles pero no de Dios. Cabe un ejemplo para aclarar este último concepto, que puede tomarse del apóstol San Pablo: «A los casados, en cambio, les ordeno —y esto no es mandamiento mío, sino del Señor— que la esposa no se separe de su marido. Si se separa, que no vuelva a casarse, o que se reconcilie con su esposo. Y que tampoco el marido abandone a su mujer. En cuanto a las otras preguntas, les digo yo, no el Señor: Si un hombre creyente tiene una esposa que no cree, pero ella está dispuesta a convivir con él, que no la abandone».
Como es obvio, esta última tiene una autoridad menor que la tradición divino-apostólica; no debe, sin embargo, ser identificada con una tradición meramente humana: la Iglesia —no lo olvidemos— está asistida por el Espíritu Santo. Por lo demás, no siempre es fácil determinar cuándo estamos ante una tradición meramente eclesiástica: en muchas ocasiones lo que a primera vista puede parecer tal, es en realidad la declaración o explicitación de una realidad de origen apostólico, y entra, por tanto, en el ámbito de la tradición en sentido propio.
Atendiendo al segundo elemento, el principio «objetivo», o sea el contenido, la tradición suele dividirse por su relación a la Sagrada Escritura: en «constitutiva», si lo que ella transmite no se halla en modo alguno en la Sagrada Escritura (v. gr. la Asunción de María); «inhesiva» o «inherente», si, por el contrario, la doctrina transmitida está contenida también explícitamente en los libros sagrados; e «interpretativa», si declara, explica o interpreta lo que, germinalmente, está contenido en la Biblia.
La división accidental, en cambio, depende de las circunstancias (o «accidentes») del lugar, del tiempo, y de su fuerza normativa. Según el lugar observamos que la tradición puede ser «universal», «particular», o «local». Según el tiempo puede ser «perpetua» o «temporal». Y por su fuerza normativa puede ser «necesaria» (también llamada «obligatoria») o «libre». Que una tradición sea libre puede parecer al lector como contradictorio, así que cabe ejemplificar otra vez con una cita de San Pablo: «Acerca de los vírgenes, no tengo un precepto del Señor. Pero les daré un consejo (...) considero que lo mejor es vivir sin casarse».
Definida así la tradición, en lo que sigue analizaremos lo que al respecto nos dicen el propio Cristo y los Apóstoles y lo que luego ha enseñado la Iglesia, a fin de determinar con más detalle su realidad y naturaleza, para concluir con un estudio de los criterios que permiten discernirla.

## La realidad de la tradición en Cristo y los apóstoles

### El modo de actuar de Cristo
Jesucristo pudo escoger distintas formas de comunicar su palabra. El análisis de su modo de proceder pone de manifiesto una especial importancia concedida a la predicación oral. No solo los Evangelios lo muestran predicando y no escribiendo, sino que la misma forma precisa, y por consiguiente fácil de retener, que Jesús daba a sus palabras estaba destinada desde el principio a ser recibida en la predicación de los discípulos. Al final del evangelio de Juan se nos dice que muchas otras cosas dijo Jesús, que si se escribieran en detalles, ni aun el mundo mismo podría contener los libros que se escribirían (Juan 21:25). Jesús usó los recursos del estilo oral: paralelismos, sentencias rítmicas fáciles de aprender de memoria, símiles y parábolas. Su modo de actuar con los apóstoles demuestra una decisión de conceder especial relieve a la viva voz en la misión de conservar y transmitir su doctrina: les escoge para que estén con Él y para enviarlos a predicar; les va formando personalmente y les va explicando el sentido de las parábolas; les da igualmente una interpretación normativa de las antiguas Escrituras; y les envía a predicar e instruir a las gentes en todo lo que Él les había enseñado. Estos hechos demuestran que Jesús quiere comunicar un espíritu nuevo, que expresa en palabras y que debe realizarse en vida. Para ello comunica a sus apóstoles las fórmulas en las que condensa su enseñanza, y a la vez la recta interpretación de las mismas y la misión de transmitirlas.
En resumen podemos decir que Jesucristo, de una parte, manifiesta un mensaje divino dando el encargo de transmitirlo de generación en generación, fundando así la tradición; de otra, instaura un medio de transmisión en el que el testimonio personal y vivo de los apóstoles y la predicación oral tienen un papel decisivo.

### El proceder de los apóstoles
Los apóstoles son conscientes de haber recibido el encargo de predicar y dar testimonio de la palabra recibida. El libro de los Hechos de los Apóstoles narra cómo se construye precisamente la Iglesia por la palabra de los apóstoles, que comunica el misterio de Cristo y la fe de los fieles que aceptan y reciben este testimonio. Es significativo el hecho del Concilio de Jerusalén, narrado en Hechos 15,1 ss. Todos los allí presentes tienen en común el auténtico concepto de tradición, o sea, la profunda persuasión de que es necesario conservar fielmente y transmitir inalterada la doctrina recibida y que los apóstoles deben velar sobre ello. Y esa proclamación de la palabra se realiza bajo la acción del Espíritu Santo El Espíritu les va comunicando a los apóstoles una mayor comprensión del mensaje de Cristo, y del misterio de su persona. S. Juan, que recoge en su Evangelio la promesa del envío del Espíritu Santo, intercala a lo largo de la narración diversos incisos en los que pone de manifiesto cómo ha sido Él quien ha hecho penetrar a los apóstoles en la palabra de Cristo, haciéndoles advertir cómo en Jesús se ha dado cumplimiento a las Escrituras; cuál es el sentido de sus parábolas, de sus actos, de sus señales, en una palabra, de todas las cosas que los discípulos no habían comprendido antes. La tradición, por consiguiente, en el Nuevo Testamento no es sino el Evangelio, la Palabra, el misterio de Cristo confiado oralmente a los apóstoles, conservado fielmente por ellos y transmitido oralmente a los fieles.
Los apóstoles insisten, por consiguiente, en la necesidad de ser fieles a lo recibido. Particularmente explícito es S. Pablo que hace de los actos correlativos de recibir, transmitir, conservar, es decir, del principio mismo de la tradición, la ley constructiva de las comunidades cristianas. Escribiendo a los fieles de Corinto, emplea en dos ocasiones diversas palabras típicamente rabínicas para introducir fórmulas de la tradición cristiana. «Porque yo recibí del Señor lo que os he transmitido», dice al comienzo del relato de la cena del Señor; y más adelante, al remitir a la fe en la Resurrección de Cristo, repite: «Porque os transmití... lo que a mi vez recibí». Pablo apela en estos casos a una tradición recibida y transmitida como algo fundamental en su argumentación. Lo que el apóstol ha recibido y lo que por eso debe predicar debe ser firmemente retenido por los corintios, porque ha sido transmitido. El contenido de esta predicación de S. Pablo está formado por dos grupos de objetos: por una parte, el mensaje mismo de la fe, que es preciso recibir como palabra de Dios, y cuyo centro lo ocupa el anuncio de la Muerte y Resurrección de Cristo; en segundo lugar, ciertas reglas que se refieren a su disciplina interna o a la conducta cristiana. Por lo que se refiere a la autoridad de su tradición, S. Pablo recurre al Señor: lo que transmite lo ha recibido él mismo del Señor, o por medio de los apóstoles que estuvieron con el Señor. La acción siempre presente de Cristo y del Espíritu Santo se ejerce en relación con una transmisión apostólica.
Y como S. Pablo, los demás apóstoles. Así, S. Pedro, en los discursos recogidos en el libro de los Hechos, y S. Juan, que declara que los fieles deben mantenerse firmes en el principio de la fe y de la predicación cristiana: «Lo que habéis oído al principio debe permanecer en vosotros». Permanecer firmes en lo que era desde el principio y en lo que ha sido transmitido por el testimonio de los apóstoles, es elemento esencial para que la comunidad tenga y mantenga comunión con el apóstol y, mediante el apóstol, con el Padre y con su Hijo Jesucristo. Un rasgo, implícito en todo lo anterior, debe ser subrayado: la importancia del testimonio oral. Así lo manifiesta el hecho mismo del recurso a la predicación y el hecho de que los escritos surjan no en el primer momento, sino años después. Por lo demás, los escritos mismos remiten a una tradición que les precede y en cuyo interior se sitúan. En lo que, probablemente, es el primer escrito del Nuevo Testamento, la epístola a la comunidad cristiana de Tesalónica, S. Pablo se expresa con estas palabras: «Por lo demás, hermanos, os rogamos y exhortamos en el Señor Jesús a que viváis como conviene que viváis para agradar a Dios, según aprendisteis de nosotros... Sabéis, en efecto, las instrucciones que os dimos de parte del Señor Jesús». Lo que S. Pablo les expone aquí forma parte de la tradición transmitida de viva voz, como se lo dice abiertamente en la segunda epístola: «Así, pues, hermanos, manteneos firmes y conservad las tradiciones que habéis aprendido de nosotros, de viva voz o por carta». Y el evangelista S. Lucas comienza su Evangelio diciendo: «Muchos han intentado narrar ordenadamente las cosas que se han verificado entre nosotros tal como nos las han transmitido los que desde el principio fueron testigos oculares y servidores de la Palabra».

### El tránsito a la generación posapostólica
Pero cabe preguntar, ¿Cómo se hace el paso de los apóstoles a sus sucesores? Las epístolas pastorales son testimonio del modo y la forma como se lleva a cabo. Supuesto que quien transmite la verdad no es su fuente primera, y que debe transmitirse esta verdad inmutable por hombres llamados a desaparecer, la tradición adquiere necesariamente el valor de un «depósito». Por eso S. Pablo advierte a su discípulo Timoteo: «Guarda el depósito»;; «Conserva el buen depósito mediante el Espíritu Santo que habita en nosotros». Este depósito, cuya custodia confía a Timoteo, ha de ser siempre la norma, la base, la sustancia de toda doctrina enseñada en la Iglesia: «Toma como norma las palabras santas que me has oído a mí». El depósito es la norma para juzgar de la verdad, denunciar las herejías, propagar la santa doctrina. Como la palabra de Dios ha de transmitirse a otras generaciones, el apóstol encarga a sus inmediatos sucesores que ellos, a su vez, confíen a hombres fieles todo cuanto le han oído, y que éstos a su vez sean capaces de instruir a otros. No olvidemos que S. Pablo se dirige al ministro ordenado mediante la imposición de las manos y en presencia de muchos testigos. Ello indica que se trata de un acto público y solemne, en el cual se transmiten al ordenado el poder de enseñar y la tradición doctrinal. El puente que une la Iglesia apostólica y posapostólica es la tradición de los apóstoles convertida en depósito firme, inalterable. Esta tradición se confía especialmente a aquellas personas que reciben el ministerio apostólico, a fin de que cuiden las comunidades, y a las que se les da además la misión de que transmitan luego su función a otros. La tradición queda vinculada al hecho histórico de la sucesión apostólica. Mediante la imposición de manos, los apóstoles confían a otros hombres la continuación de su ministerio y en él su palabra, su testimonio, su doctrina tal y como ellos la habían recibido de Cristo y del Espíritu.
También Pablo instruye a Timoteo: «Lo que has oído de mí ante muchos testigos, esto encarga a hombres fieles que sean idóneos para enseñar también a otros» (II Timoteo 2:2). A los FiLipenses les escribe: «Todo lo que también han aprendido y recibido y oído y visto en mí, esto practiquen, y el Dios de paz estará con ustedes». (Filipenses 4:9). A los tesalonicenses advierte: Así que, hermanos, estad firmes, y retened la doctrina que habéis aprendido, sea por palabra, o por carta nuestra (2 Tesalonicenses 2:15). Y a los corintios los agasajaba diciendo: «Los felicito porque en todas las cosas se acuerdan de mí y se aferran a las tradiciones tal como se las transmití» (1 Corintios 11:2).

## La doctrina sobre la tradición en la edad patrística

### Los tres primeros siglos
Durante el s. I es clara la actitud de la Iglesia ante la tradición. Los primeros errores o desviaciones doctrinales y disciplinares que aparecen en algunos cristianos obligan a los padres apostólicos (S. Clemente Romano, S. Ignacio de Antioquía, S. Policarpo de Esmirna y otros) a establecer y recordar normas de vida y de acción a fin de conservar la pureza de la doctrina transmitida y recibida de los apóstoles. Insisten en que es necesario cerrar filas en torno al obispo de cada comunidad, porque él está en el lugar de Dios Padre y en lugar de los apóstoles, y es garantía de la pureza de la fe transmitida. La enseñanza recibida de los apóstoles es testimoniada por la predicación de los obispos que rigen legítimamente la comunidad cristiana, es decir, en el sentir unánime de todos los obispos de la Iglesia católica.
San Ireneo, obispo de Lyon (ca. 180), asegura que el santo obispo de Esmirna, Policarpo, no hizo otra cosa sino «predicar lo que aprendió de los apóstoles». Su famoso viaje a Roma traduce en acto la convicción de un obispo que tiene necesidad de confrontar su predicación con la de las restantes iglesias. En los escritos de S. Ireneo la idea de tradición aparece manifestada claramente y de un modo reflejo. Contra los gnósticos, que distorsionan las Escrituras y se precian de una tradición secreta, Ireneo se ve precisado a explicar ampliamente los medios a través de los cuales el Evangelio del Señor ha sido transmitido por los apóstoles a la Iglesia: la Escritura y la tradición. Ahora bien, esta Tradición se encuentra únicamente en la verdadera Iglesia de Cristo, es decir, en aquellos que en la Iglesia poseen la sucesión desde los apóstoles y que han conservado la palabra incorruptible y sin adulterar. porque estos ministros han recibido con la sucesión del episcopado el carisma cierto de la verdad. Todo el mensaje cristiano fue confiado por los apóstoles a sus sucesores, por eso es absurdo hablar de tradiciones secretas conocidas solo por algunos (como dicen los gnósticos), porque si los apóstoles hubiesen querido enseñar algún secreto especial, se lo hubieran confiado a aquellos a quienes entregaban el poder de enseñar en su lugar y no a otros. La verdadera tradición «es la que, viniendo de los apóstoles, está conservada en la Iglesia por los sucesores de los presbíteros». Esta es la razón por la que Ireneo tiene buen cuidado en mostrar los catálogos de Obispos que en una sucesión ininterrumpida se remontan hasta los apóstoles, y especialmente el de la sede de Roma. Esta tradición, esta acción de la Iglesia transmitiendo lo revelado, es de tal importancia que, aun en el caso de que los apóstoles no nos hubiesen dejado las Escrituras, hubiera sido suficiente recurrir a ella para resolver las dudas y para conservar la fe, como lo demuestra la existencia de muchos pueblos bárbaros que creen en Cristo teniendo en sus corazones la salvación por medio del Espíritu sin escrito alguno y conservando con toda fidelidad la doctrina apostólica. Esta tradición es la que hace que, a pesar de la diversidad de lugares y de idiomas, los miembros de la Iglesia profesen una misma y única fe, la transmitida por los apóstoles. La razón última que garantiza la autenticidad de la tradición es el Espíritu Santo. «Allí donde está la Iglesia, está el Espíritu de Dios, y allí donde está el Espíritu de Dios, allí está la Iglesia y toda la gracia. Ahora bien, el Espíritu es verdad».
Semejante a la doctrina transmitida por S. Ireneo es la de Tertuliano; puede sintetizarse en estas palabras: «Si nuestro Señor Jesucristo envió a los apóstoles a predicar, no podemos recibir otros predicadores que a los que Cristo constituyó como tales... Cuál sea la doctrina predicada, nos consta por las iglesias por ellos fundadas... Estas iglesias tienen sus credenciales en las listas de Obispos que se remontan hasta los apóstoles en una sucesión ininterrumpida». Según Tertuliano, la discusión con los herejes a base de las Escrituras no es suficiente; se trata ante todo de saber a quién le corresponde de pleno derecho la herencia apostólica de la fe y de las Escrituras, de saber «por mediación de quién y cómo la doctrina que hace cristianos ha llegado hasta nosotros». En esta línea se expresan todos los grandes escritores antenicenos.

### Del siglo IV al final de este periodo
Durante los s. IV-VIII, las herejías cristológicas, pneumatológicas e iconoclastas obligan a los padres y a los concilios a recurrir con frecuencia a la tradición. Su doctrina a este propósito es fundamentalmente idéntica a la de los padres apostólicos. Una síntesis al respecto la constituyen estas palabras de S. Gregorio de Nisa: «Tenemos como garantía más que suficiente de la verdad de nuestra enseñanza en la tradición, es decir, la verdad que ha llegado hasta nosotros desde los apóstoles, por sucesión, como una herencia». Coinciden con estas otras de S. Atanasio: «Veamos, asimismo, la tradición que remonta al comienzo; la enseñanza y la fe de la Iglesia católica (fe) que el Señor ha dado, que los apóstoles han anunciado, que los padres han conservado». La existencia de una tradición en la Iglesia, es decir, de una doctrina de origen apostólico con el mismo valor que la Escritura es un hecho claro y evidente.
Los padres de esta época no solo dan testimonio explícito de la existencia de la tradición, sino también de otro hecho: hay verdades no contenidas en la Escritura, pero a las que debemos prestar total asentimiento porque están transmitidas por la tradición oral. Citemos a este propósito las palabras de S. Basilio: «Entre la doctrina y definiciones conservadas en la Iglesia, recibimos unas de la enseñanza escrita y hemos recibido otras transmitidas oralmente de la tradición apostólica. Todas tienen la misma fuerza respecto de la piedad; nadie lo negará, por muy poca experiencia que tenga de las instituciones eclesiásticas: porque si tratamos de eliminar las costumbres no escritas con la excusa de que no tienen gran fuerza, atentaríamos contra el Evangelio, sin darnos cuenta, en sus puntos más esenciales». Del mismo modo se expresa S. Epifanio: «Es también necesaria la tradición porque no puede sacarse todo de la Escritura; por lo cual, los santos apóstoles nos dejaron unas cosas en las Escrituras, otras en las tradiciones». S. Agustín afirma que el Bautismo de los niños es de origen apostólico, aunque no conste claramente por la Escritura. De la misma forma asegura que la costumbre de no rebautizar a los herejes proviene de una costumbre apostólica: «Esta costumbre viene de la tradición apostólica, como muchas cosas que no existen en sus escritos, ni en los Concilios posteriores y, sin embargo, al ser observadas por toda la Iglesia, hay que creer que han sido encomendadas y transmitidas por ellos». Coincide con este pensamiento de S. Agustín S. Jerónimo; «Aunque no existiese la autoridad de la Escritura, tenemos el consentimiento de todo el orbe en esta parte como un mandato. Porque también otras muchas cosas que se observan en las iglesias por tradición reciben la misma autoridad que la ley escrita».
S. Juan Damasceno, el defensor del culto a las imágenes en la primera mitad del s. VIII, apeló más de una vez a la tradición apostólica. El Concilio II de Nicea nos ha legado una de las afirmaciones más rotundas del Magisterio sobre la tradición: «Si alguno rechaza toda tradición eclesiástica escrita o no escrita, sea anatema».
¿Pero cómo y dónde reconocer esta tradición? El criterio lo expresa de una vez para siempre S. Vicente de Leríns: la universalidad, la antigüedad, la unanimidad: «Id teneamus quod ubique, quod semper, quod ab omnibus creditum est». Criterio justo y acertado. No basta que la Iglesia entera crea una cosa para que pueda fundar una presencia válida de apostolicidad a no ser que sea completado por el de la antigüedad. En esa línea adquiere relieve la remisión no solo a los concilios, sino a los grandes santos escritores, es decir, a los padres. Ya en siglos anteriores se los ha invocado; a partir de los s. IV y V la remisión a ellos se hace más abundante. Así, en S. Atanasio, en la querella nestoriana, etc. En el Concilio de Éfeso se comienzan las sesiones conciliares por la lectura de textos de los santos padres y obispos. Los padres, en una palabra, son considerados testigos de la tradición como intermediarios de la transmisión de la verdad después de Cristo y los apóstoles.
La tradición, por consiguiente, no es otra cosa que la misma predicación apostólica recibida oralmente de los apóstoles, conservada y transmitida en la Iglesia, antes y después de escritos los libros sagrados, por la predicación magisterial de los sucesores de los apóstoles y por la fe de todos los pueblos que forman la Iglesia una y única de Cristo. La tradición es necesaria y suficiente para defender la fe frente a las herejías, para discernir los libros sagrados y para la recta interpretación de los mismos.

## La enseñanza de la escolástica
Durante el siglo de oro de la escolástica, el libro que sirve de base a la enseñanza de los grandes maestros en las Universidades es la Biblia, porque ella es la norma infalible de la doctrina cristiana. A la vez son citados los concilios y los padres como auctoritates. Y, en cuestiones concretas, p. ej., la procesión del Espíritu Santo del Hijo, el origen y forma del sacramento de la confirmación, y la veneración de las imágenes, se reconoce que «todo no ha sido escrito».
En el siglo XIV, incluso aquellos escolásticos reducen la teología a pura especulación, y reconocen que la Escritura es la fuente en la que todo el que cultiva la teología debe alimentarse. La conciencia de la riqueza de la Sagrada Escritura hace que todos remitan a ella y que falten declaraciones explícitas sobre la tradición como canal original y propio; más aún, no faltan textos que señalan la Escritura como la única fuente de toda la doctrina. Sin embargo, Pedro de Aquila afirma rotundamente que muchas verdades nos han sido transmitidas sin que fuesen escritas en la Biblia; lo mismo sucede con otros autores a propósito de ciertos temas sobre los sacramentos. Por otra parte, cuando remiten a lugares diversos de los libros sagrados no usan la palabra tradición en el sentido actual, sino que emplean expresiones como «los apóstoles por mandato de Cristo», «la Iglesia», «la costumbre general», «el sentido común de los fieles», etc. Jacobo de Viterbo enumera lo que él llama instituciones santas de la Iglesia tomadas o de la Escritura, o de la tradición apostólica, o de los Concilios.
A finales del siglo XIV, Ockham plantea abiertamente la cuestión de la existencia de verdades católicas no consignadas en la Escritura, punto que, como hemos visto, fue poco considerado por los escolásticos anteriores. De él parten los ensayos de clasificación de las verdades cristianas y que seguirán otros maestros durante el siglo XV. Son importantes las declaraciones de Gérson, que reconoce que las verdades no escritas ocupan un lugar de gran importancia, aunque afirma que la Sagrada Escritura es la fuente fundamental de la doctrina cristiana y que las tradiciones apostólicas se remontan en cierto sentido a la Biblia; como criterio de discernimiento exige que las tradiciones no escritas lleguen hasta los apóstoles por una tradición ininterrumpida y que sean reconocidas por la Iglesia.
Para la escolástica, por consiguiente, la conservación y transmisión de la doctrina cristiana ha tenido lugar por la acción simultánea de dos factores: una carta fundamental, la Escritura, y otro elemento más fluido, la tradición. No tratan expresamente el problema de la tradición, quizá porque ellos mismos se encuentran como inmersos en ella, y agentes de la misma.

## Las definiciones del Concilio de Trento

### La existencia y autoridad de las tradiciones apostólicas
La doctrina de la tradición sufre un ataque virulento por parte de los autores protestantes. Lutero emplea poco la palabra tradición y cuando lo hace le da un sentido despectivo. Las tradiciones son para él «tradiciones humanas», con todo lo que esta expresión tiene de despectivo. Todos los protestantes, con los matices propios de cada uno, elaboran una explicación de la Escritura como único principio de determinación de la existencia cristiana, excluyendo la tradición: la Escritura, dicen, da testimonio a favor de sí misma, desarrolla por sí misma su propia autoridad, se explica a sí misma, se identifica absolutamente con la palabra de Dios de manera que no hay palabra de Dios fuera de ella. Este planteamiento equivalía a negar que la Iglesia estuviera animada por el Espíritu Santo y, por tanto, a destruir toda la eclesiología cristiana.
El Concilio de Trento quiso, frente a todo ello, reafirmar los principios que la Iglesia había vivido siempre. El resultado fue el decreto De canonicis Scripturis promulgado en la sesión 4.ª el 8 de abril de 1546. Su intención era «conservar la pureza del Evangelio, que prometido por los Profetas, predicado más tarde por Cristo el hijo de Dios, el cual encomendó a sus apóstoles predicarlo a toda criatura, como fuente de toda verdad salvífica y de toda disciplina de costumbres. Esta verdad salvífica y disciplina de costumbres están contenidas en los Libros santos y en las tradiciones no escritas, que recibidas por los apóstoles de labios de Cristo o transmitidas por los mismos apóstoles, bajo la inspiración del Espíritu Santo, llegaron hasta nosotros como si pasaran de mano en mano. Por eso el Concilio con igual afecto de piedad e igual reverencia recibe y venera a todos los libros... y también las tradiciones mismas que pertenecen a la fe y a las costumbres, como oralmente dictadas por Cristo o por el Espíritu Santo y conservadas en continua sucesión en la Iglesia católica». Lo primero que señala el Concilio es la unicidad de la fuente y el pleno valor fontal del Evangelio, entendiendo por Evangelio todo mensaje de Cristo, su palabra comunicada a la Iglesia por los apóstoles. En segundo lugar, este Evangelio desde los apóstoles ha llegado a nosotros por medio de los libros escritos y por medio de las tradiciones no escritas que proceden de su predicación oral. Son dos canales, dos cauces por medio de los cuales nosotros nos ponemos en contacto con la única fuente que es el Evangelio del Señor.
Mientras la naturaleza del primer canal, la S. E., era clara, ya que sus características habían sido anteriormente muy consideradas y precisadas, no sucedía así con la del segundo: ¿qué son y significan esas tradiciones? A los padres y teólogos les faltaba en el Concilio un concepto definido de tradición y de las tradiciones no escritas, por eso en las discusiones que preceden a la publicación del decreto pasan indistintamente del singular Tradición al plural tradiciones. El primer problema que hubo de dilucidar el Concilio fue si entre las tradiciones habría que considerar las tradiciones eclesiásticas o solamente las apostólicas. Los Legados, a pesar de la insistencia del cardenal Farnese, acordaron tratar únicamente de las tradiciones apostólicas. «El orden exige, decían los legados, que tratemos en primer lugar de los Libros Sagrados, después de las tradiciones apostólicas y, por último, de las tradiciones eclesiásticas. Los Libros y las tradiciones apostólicas tienen el mismo autor». Otro punto que resolvió el Concilio fue la permanencia de las mismas: se trataba, en suma, de ocuparse de aquellas tradiciones apostólicas que —como dirá luego el texto del decreto— «habían llegado hasta nosotros como si pasaron de mano en mano». Ahora bien, esas tradiciones apostólicas eran de muy diversa categoría: las hay dogmáticas, litúrgicas, disciplinarias, etc. Era, pues, necesario esclarecer también este punto. Entre los padres, algunos se oponían a referirse a todas ellas en general sin hacer aclaraciones previas. El primero que se refirió a la diversidad que había en las tradiciones apostólicas fue el jesuita Jayo: unas, decía, pertenecen a la fe y por lo mismo tienen idéntica autoridad que el Evangelio; otras son simplemente de orden litúrgico, y ello hace que no deban ser recibidas en la misma línea de autoridad. No obstante esa distinción hecha por Jayo y apoyada por otros padres, los cardenales legados fueron del parecer que se recibieran de un modo genérico, sin especificación de ninguna clase. Sin embargo, en la segunda redacción del decreto, la palabra «tradiciones» fue especificada con la expresión «pertenecientes a la fe y a las costumbres». El término «costumbres» se usaba, por consiguiente, para designar las tradiciones litúrgicas, institucionales o disciplinares como unidas a las pertenecientes a la fe. De esta forma el Concilio explicaba qué tradiciones recibía: eran unas tradiciones apostólicas conservadas sin interrupción en la Iglesia, de orden dogmático, litúrgico o disciplinar, no consignadas en la Escritura, y que los apóstoles, después de recibirlas de Cristo y del Espíritu Santo, habían confiado a la Iglesia.

### Relaciones entre la Escritura y la tradición
En el proyecto de decreto se decía que el Evangelio estaba contenido parte en los libros escritos y parte en las tradiciones no escritas; sin embargo, la víspera misma de su aprobación final, las dos partículas parte-parte fueron sustituidas por la partícula «y», y así fue aprobado el texto. ¿A qué se debió este cambio? Resulta casi imposible explicarlo por falta de testimonios. Durante las discusiones habidas en el Concilio para la elaboración del decreto, los legados defendieron una y otra vez la existencia de unas tradiciones no escritas con la misma autoridad que los libros sagrados. No obstante, el obispo Nachianti se opuso a esta doctrina, ya que, decía, todo lo necesario para la salvación estaba contenido en los Libros Sagrados; aún con mayor energía defendió esta doctrina el general de los servitas Ángel Bonucio, el cual afirmó que toda la verdad evangélica estaba escrita por entero y no solo en parte. Esta doctrina tenía, sin duda alguna, sus partidarios, pero también es cierto que escandalizó a no pocos padres y que se la consideró novedosa. El cardenal Cervino, uno de los Legados pontificios, escribiendo a Farnese afirma que el obispo Nachianti «no dice más que extravagancias y sobre todo con una de ellas esta mañana ha conmovido a todo el Concilio al considerar como impía la expresión «igual afecto de piedad» aplicada a las tradiciones». La discusión sobre este punto continuó, y al final los Legados introdujeron pequeñas modificaciones en el texto del proyecto del decreto, modificaciones que, según dijo Cervino, no afectaban a la sustancia del contenido. ¿Se encontraba entre estas modificaciones la que nos ocupa? No sabemos. Si así fuera la partícula «y» no habría cambiado sustancialmente el parte-parte, y por ello el obispo Nachianti en la votación final se limitó a decir «obedeceré» en lugar del «plácet» pronunciado por todos los padres.
Por último, conviene señalar que el Concilio fundamenta la autoridad de las tradiciones en dos puntos: uno es la sucesión apostólica y otro la acción del Espíritu Santo. Si el Concilio acepta las tradiciones es que tienen el mismo origen que las Escrituras, el Espíritu Santo. Ahí está, en su raíz, el núcleo de la doctrina católica al respecto, a partir del cual cabe desarrollar amplias consecuencias. El Concilio de Trento, sin embargo, no se extendió en ello. De acuerdo con su criterio general de ir a lo esencial de la doctrina católica frente al peligro del oscurecimiento nacido de Lutero, el Concilio se limita a poner de manifiesto que son dos las formas en las que el Evangelio de Jesucristo, fuente de toda verdad salvífica y disciplina cristiana, se nos comunica en toda su pureza, y a subrayar que ambas formas han de ser recibidas con igual afecto de piedad, pero no entra a precisar más sus relaciones.

## Del Concilio de Trento al Concilio Vaticano II

### Los teólogos de la época tridentina
La realidad de una tradición unida a la Escritura, pero diversa de ésta y con un mismo valor normativo de la fe cristiana, es una verdad sentada en Trento que los teólogos contemporáneos y posteriores comentan y desarrollan. Cristo no escribió ni mandó escribir a sus apóstoles, sino predicar. Los apóstoles, a su vez, se acomodan a este precepto del Señor fundando las iglesias de viva voz, al menos en los primeros años. Y una vez que los apóstoles y los varones apostólicos deciden escribir y lo hacen bajo la acción del Espíritu Santo, la Iglesia no renuncia a la predicación apostólica, que continúa viva y presente en la voz, en los oídos y en los corazones de los fieles. Los teólogos de la época ponen de manifiesto que la tradición en su sentido amplio comprende todo dogma recibido por la fe de los fieles y por la Iglesia de la enseñanza de los apóstoles, y en ocasiones identifican con la vida misma de la Iglesia, con su fe, con el consentimiento unánime de todas las iglesias a través de los siglos. No obstante, en la mayoría de los casos usan la palabra en su sentido restringido, entendiendo por tradición la doctrina que la Iglesia ha conservado sin consignar en los libros sagrados. La tradición queda así definida por oposición a la Escritura y constituida por el conjunto de verdades reveladas, transmitidas y conservadas en la Iglesia por un medio distinto a la Sagrada Escritura, es decir, de viva voz. «En su sentido estricto y formal, dice Pérez de Ayala, la palabra tradición significa la verdad conservada y retransmitida de corazón a corazón por los antepasados a sus descendientes de viva voz». Conviene aclarar que aunque hablen especialmente de la doctrina como contenido de la tradición, no la restringen a ello: la tradición comprende igualmente hechos, costumbres y otras realidades reveladas por Dios.
Entrando a explicar las relaciones entre Sagrada Escritura y tradición, afirman que las tradiciones apostólicas son de tres clases: unas, a través de las cuales nos ha llegado la Escritura; otras, que explican y exponen el texto sagrado, y otras, que ayudan a la Iglesia a resolver las dificultades que se presentan en torno a la fe. Existen en la Iglesia, por consiguiente, unas tradiciones dogmáticas que constituyen el fundamento de nuestra fe, en las que se incluyen dogmas no escritos, es decir, verdades reveladas, transmitidas oralmente y tan necesarias a la salvación de los hombres como lo son las que nos han llegado por medio de la Escritura. Estas tradiciones se transmiten y conservan en la Iglesia en razón de dos principios: la sucesión apostólica y la acción asistencial del Espíritu Santo. Una verdad fundamental muy comentada por la teología de esta época es, en efecto, la de la identidad de la Iglesia actual con la Iglesia del tiempo de los apóstoles: la Iglesia es siempre la misma porque su doctrina concuerda con la de la Iglesia original de los apóstoles, que a su vez recibieron la doctrina de Cristo, y Cristo de Dios. Y además porque no solo los apóstoles sino la Iglesia en toda su historia cuenta con la asistencia del Espíritu Santo. Si el Espíritu Santo habla por la Escritura, lo hace también por las tradiciones y por la Iglesia misma. Como consecuencia de todo ello, explican que la tradición tiene el mismo valor que la Escritura, ya que ambas son palabra de Dios. No se puede, pues, limitar nuestra fe a la Escritura de modo que solo se reciba lo escrito, ya que la tradición y la Escritura son palabra del Espíritu Santo. Una y otra tienen un origen común, una y otra se encuentran dentro de la Iglesia, una y otra tienen su primer principio en Cristo y en el Espíritu Santo; y por lo mismo, una y otra tienen la misma autoridad.
Una vez analizadas la existencia y la naturaleza de la tradición, los teólogos postridentinos consideran las relaciones existentes entre la Escritura y la tradición, tema que sintetizan en estas palabras: la tradición es «más antigua», «más clara», «más común», «más abundante» que la Escritura. El aspecto más importante es el de la abundancia. ¿Qué sentido tiene? ¿Existe en la tradición un contenido distinto al de la Escritura? Para los teólogos de esta época existen verdades relativas a la fe contenidas en las tradiciones que no están en la Escritura. Es éste un principio repetido una y mil veces en sus obras. Sin embargo, una y otra vez repiten también que en la Escritura está contenida toda la Revelación «de un modo genérico», «en cierto sentido», «en general», «implícitamente», «de modo mediato», «radicalmente», «en semilla», lo que significa que la Escritura testifica la infalibilidad de la Iglesia, la asistencia del Espíritu Santo y el hecho de unas tradiciones no escritas. En este sentido radicalmente todo queda vinculado a la Escritura. Insisten mucho también en otro aspecto fundamental: la tradición explica la Escritura. La Escritura, en algunos puntos, es oscura y necesita por lo mismo una inteligencia, una comprensión. El sentido que Dios ha colocado bajo sus palabras necesita ser descubierto de una manera progresiva. Este sentido e inteligencia, que viene del Espíritu Santo, constituye un aspecto de la Revelación divina y la Iglesia lo conserva en sus tradiciones, en su fe, en el corazón de los fieles, en su misma vida, en una palabra, en su tradición. (Para documentar todo lo expuesto, cfr. V. Proaño Gil, Tradición, Escritura e Iglesia, o. c. en bibl.).

### La teología y el magisterio posteriores
A partir del siglo XVIII, el acento de los estudios sobre la tradición deja de estar centrado en el análisis de la tradición como depósito, es decir, en una descripción de su contenido, para trasladarse al de la tradición como órgano transmisor. En la escuela de Tubinga se interioriza la tradición hasta casi identificarla con el consenso de los fieles. En la escuela que se desarrolla en torno al Colegio Romano, cuyo nombre más destacado es Franzelin, aun sin desconocer la parte que corresponde a los fieles en la conservación del depósito, se insiste sobre todo en la transmisión objetiva por el magisterio. Teólogos posteriores de esta línea explican el papel de la tradición como consistente en rendir testimonio en favor del magisterio. La fuente cognoscitiva es el magisterio, la tradición es la referencia por la que se justifica (así, con matices diversos, Bainvel, Billot, Deneffe, Filograsi, Michel).
El Concilio Vaticano I vuelve a ocuparse del tema, usando términos muy parecidos a los de Trento. Ya en el comienzo de la Constitución Dei Filius, afirman los padres conciliares que exponen la doctrina «fundados en la Palabra de Dios escrita o transmitida». Al mismo tiempo recuerda que es a la Iglesia a quien corresponde juzgar auténticamente el contenido de la palabra divina, y subraya la autoridad del magisterio a ese respecto. Al magisterio le corresponde conservar, guardar y declarar el depósito contenido en la Escritura y en la tradición.
En los años posteriores, y especialmente ya en el siglo XX, el tema de la tradición ha sido considerado desde dos perspectivas:
1) Con respecto a la orientación de la investigación teológica, lo que motiva las aclaraciones hechas por Pío XII en la encíclica Humani generis, de 1950: el Magisterio es regla próxima de la labor teológica; debe, pues, acudirse a las fuentes no para sustituir lo definido por el magisterio con expresiones menos precisas, sino al contrario, explicando lo oscuro a partir de lo claro. En toda la exposición Pío XII se refiere al depósito de la fe como contenido «en las Sagrada Escritura y la divina tradición».

### Con respecto al movimiento ecuménico
En algunos ambientes protestantes se advierte un cierto reconocimiento de la tradición, aunque limitado (así ocurre con Oscar Cullmann, con los ambientes relacionados con la abadía de Taizé, en la conferencia del movimiento «Fe y Constitución» celebrada en Montreal en 1963...). Entre algunos teólogos católicos se realiza un intento de facilitación del diálogo interconfesional, lo que les lleva a insistir en la íntima unidad que existe entre Escritura y tradición, y, en algún caso, a adoptar posiciones minimistas con respecto a esta última.

## La enseñanza del Concilio Vaticano II

### Naturaleza de la tradición
El Concilio Vaticano II ha dedicado uno de sus principales documentos, la Constitución dogmática Dei Verbum, al tema de la revelación y su transmisión. El Concilio parte ante todo del hecho base: Cristo ha escogido como medio de la transmisión viva de la revelación el ministerio de sus apóstoles y de sus sucesores. Esta transmisión viva incluye amplitud de medios. No se limita a la predicación oral, sino que comprende también ejemplos e instituciones, del mismo modo que los apóstoles recibieron la revelación no solo de las enseñanzas orales de Jesús, sino también de su vida y de sus obras. Los mismos apóstoles u otros de su generación pusieron por escrito, bajo la inspiración del Espíritu Santo, el mensaje cristiano de salvación. Finalmente, los apóstoles eligieron a otros sucesores suyos a los que confiaron su cargo de magisterio, ya que por voluntad de Dios el Evangelio había que conservarlo íntegro y vivo. De esta forma el Concilio vincula la conservación y transmisión de la Revelación divina al hecho de la sucesión apostólica. Los obispos, sucesores de los apóstoles, han sido instituidos para conservar y transmitir fielmente la predicación apostólica. La función conservadora de la Tradición no se realiza solamente por medio de los Obispos, corresponde también a toda la Iglesia, por lo que los apóstoles amonestan a los fieles que conserven las tradiciones que han recibido de palabra o por escrito. El Concilio viene así a decir que, en el fondo, la Tradición no es otra cosa que la misma Iglesia, que en su doctrina, en su vida y en su culto perpetúa y transmite a todas las generaciones todo lo que ella es y todo lo que ella cree.
Siendo la tradición por naturaleza algo vital, hay que admitir en ella un incremento o desarrollo homogéneo correspondiente a su propia naturaleza. El Concilio, más que demostrar el hecho de este crecimiento, explica su sentido. El crecimiento radica en la comprensión de las cosas y de las palabras transmitidas. No se trata lógicamente de un aumento cuantitativo, pero tampoco se reduce a un simple cambio en los vocablos, sino del progreso interno propio de toda realidad viva que va caminando hacia la plenitud de la verdad. La garantía de la verdad de este desarrollo radica en la asistencia del Espíritu Santo, el cual vivifica toda la vida de la Iglesia y conduce hacia la verdad completa a todos y a cada uno bajo la guía y enseñanza de los sucesores de los apóstoles.

### Escritura, tradición y magisterio
Pasando a explicar la función de la tradición con respecto a la palabra escrita de Dios, el Concilio la concreta afirmando que ambas constituyen el depósito sagrado de la palabra de Dios, confiado a la Iglesia. Precisando más, subraya tres puntos. En primer lugar deja constancia de que es la Tradición quien nos da a conocer el Canon íntegro de los libros sagrados, pues el hecho de la inspiración de los libros solo es cognoscible por el testimonio de quien es testigo autorizado, es decir, la tradición. En segundo lugar, pone de manifiesto cómo la tradición hace comprender más profundamente la Palabra de Dios, en cuanto que Dios, presente en la Iglesia, hace que en ella resuene siempre la voz de Cristo, de manera que la Tradición transmite la verdad divina y hace comprender más profundamente la Sagrada Escritura. Por último, afirma que la Tradición hace incesantemente operativa a la Escritura, pues la palabra escrita necesita ser aplicada a la realidad concreta de los hombres y esto le corresponde a la tradición y especialísimamente al magisterio de los sucesores de los apóstoles, por lo que se refiere a la aplicación de modo autorizado y auténtico. La tradición y la Escritura se enlazan y comunican estrechamente entre sí, porque una y otra son palabra de Dios, «manan de la misma fuente, se unen en un mismo caudal, corren hacia el mismo fin».
La Escritura evidentemente no solo transmite la oalabra de Dios, sino que ella misma es formalmente palabra de Dios. La tradición, a su vez, aunque palabra humana, transmite la Palabra de Dios en cuanto comunica la predicación oral de los apóstoles y la misma palabra escrita, presentando los libros sagrados como tales y haciendo operante su contenido. De toda esta doctrina saca el Concilio dos conclusiones prácticas. La primera es la siguiente: «La Iglesia no deriva solamente de la Escritura su certeza de todas las verdades reveladas». La segunda es que la Sagrada Escritura y la tradición han de recibirse con idéntico espíritu de piedad y reverencia, como había enseñado el Concilio de Trento. Como se ve, el Concilio quiere dejar claro la insuficiencia del principio protestante de la sola Scriptura, pero no decide algunas cuestiones debatidas entre los autores católicos sobre la mutua interconexión entre tradición y Escritura.
Concluye el Concilio señalando las relaciones de la Sagrada Escritura y la tradición con el magisterio. Cristo, afirma, ordenó a los apóstoles que la buena nueva se transmitiese en primer lugar por la predicación, o sea, por la transmisión oral, y que los apóstoles traspasaran ese mandato a sus mismos sucesores. En cumplimiento de este mandato, los apóstoles confiaron a los obispos, sucesores suyos, no solo un depósito de doctrina, sino su propio cargo del magisterio. Ahora bien, esta misión importaba dos cosas: por una parte, la tarea de transmitir materialmente la revelación, y por otra, la de explicarla auténticamente. Al magisterio vivo le corresponde, por consiguiente, conservar, transmitir y explicar auténticamente la doctrina recibida de los apóstoles. Si en la tradición existe un crecimiento gracias a la predicación de los Pastores, este crecimiento no significa otra cosa que la plena conservación de la palabra de Dios en su pureza. Así, el magisterio sirve fielmente a la tradición, como Palabra de Dios transmitida. Toda esta tarea del magisterio se realiza por mandato de Cristo y con la asistencia del Espíritu Santo.

## Criterios de la tradición
La exposición histórica que acabamos de hacer pone de manifiesto la naturaleza de la tradición y el papel insustituible que, por institución divina, tiene en la transmisión de la palabra de Dios. Ahora bien, ¿Cómo conocer la tradición?, ¿dónde consta?, ¿cuáles son los criterios que permiten discernirla? ¿Dónde se la encuentra? Analicemos a continuación los principales.
La autoridad más importante, más idónea, y más segura para saber si una costumbre o precepto surge de la tradición, es el magisterio de la Iglesia. En palabras de Ramírez Dulanto: «Siendo, pues, las verdades reveladas el objeto propio de ese magisterio, la naturaleza de las cosas exige que a él se le atribuya esa facultad discretiva». El Magisterio es, en efecto, a la vez intérprete autorizado de la Sagrada Escritura y de la tradición, y testigo y eco de esta última, que es recogida en sus declaraciones y definiciones. Habiendo ya sido estudiadas las propiedades y modo de ejercicio del magisterio en la voz correspondiente, no es necesario extendernos más aquí.
Afirma Melchor Cano en De locis Theologicis III, que hay otras maneras de intuir si algo viene de la Tradición: especialmente si está atestiguado en la actitud universal de la Iglesia, de los fieles, o de los primeros autores cristianos.

### La actitud universal de la Iglesia
Si un artículo de fe es creído, o si una costumbre es observada, en todas partes, en todos los tiempos, y por todos los fieles, aunque nunca jamás haya sido instituido formalmente por un papa, ni por un concilio, ni esté expresamente escrito en la Biblia, queda en evidencia que ese dogma o esa costumbre proviene de la tradición. Abundan ejemplos: el ayuno cuaresmal, el uso de lámparas en los templos, el bautismo de los niños, la veneración de los santos.

### El sentir unánime de los fieles
Otro criterio de excepcional importancia es «el sentido de la fe» de todo el pueblo cristiano. Se trata de un don de Dios que afecta a la realidad subjetiva de la fe y que da a toda la Iglesia la seguridad de una fe indefectible. Ya desde la antigüedad se considera este sentido de la fe como un criterio de tradición. S. Ireneo habla de «la salvación que muchos pueblos bárbaros poseen escrita sin tinta ni papel por el Espíritu Santo en su corazón y así guardan la tradición antigua con cuidado creyendo en un solo Dios». Según Tertuliano, el Espíritu de verdad no puede dejar que el pueblo crea otra cosa que lo que Cristo predicaba. S. Agustín invoca la fe de la Iglesia a propósito de la necesidad de la gracia, atestiguada por el sentido que dan los fieles a la oración y a propósito de la necesidad y eficacia del bautismo, especialmente de los niños pequeños. El Concilio Tridentino al comienzo de algunas sesiones recurre a la fe de toda la Iglesia. Entre los teólogos inmediatamente posteriores a Trento, es frecuente el uso de la expresión: «El Evangelio quedó escrito en los corazones de los fieles» para justificar la conservación de las tradiciones escritas. Los papas Pío IX y Pío XII se refirieron en la definición de los dogmas de la Inmaculada y de la Asunción de la Virgen al perpetuo sentir del pueblo fiel.
El Concilio Vaticano II sintetiza esa enseñanza. La tradición, dice, conserva la predicación de los apóstoles, es decir, la doctrina transmitida oralmente, y este quehacer corresponde a los sucesores de los apóstoles y a los fieles todos, a cada uno según la misión que le ha sido confiada. De esta forma, no solo los obispos, sino los fieles todos se constituyen en órganos de la tradición, ya que en su fe conservan la predicación apostólica. Así lo enseñan las palabras de S. Pablo cuando amonesta a los fieles a que conserven las tradiciones que han aprendido de palabra o por escrito, y las de S. Judas cuando invita a combatir por la fe que se les ha transmitido. Corrobora esta misma doctrina el Concilio cuando hace ver que la tradición se identifica con la misma Iglesia, que, en su vida y en su culto, perpetúa y transmite a través de las generaciones su fe su gracia, su caridad y todo lo que ella es, y cuando al hablar igualmente del continuo progreso de la tradición y señalar los factores determinantes, cita en primer lugar «la reflexión y el estudio de los creyentes». Por su parte, la Const. Lumen gentium declara que mediante el sentido de la fe, los fieles «se adhieren indefectiblemente a la fe transmitida a los santos una vez para siempre, penetran más profundamente en ella mediante un juicio recto y la aplican más plenamente a la vida»
Toda esta acción la realiza el pueblo de Dios con dos condicionantes:
- La acción asistencial del Espíritu Santo.
- La subordinación al magisterio.

El Espíritu Santo está presente en toda la Iglesia y la instruye en todo; y así el Concilio Vaticano II declara que si los fieles no pueden engañarse en su creencia cuando manifiestan un asentimiento universal en las cosas de fe y costumbres, ello es debido a la unción del Espíritu Santo. Aun cuando se trate de un don del Espíritu Santo concedido a todo el pueblo, no queda desvinculado de la autoridad docente de la Iglesia, a la que corresponde proponer autoritativamente la palabra de Dios. De esa forma «prelados y fieles colaboran estrechamente en la conservación, en el ejercicio y en la profesión de la fe recibida».

### Los santos padres
Criterio fundamental son las palabras y escritos de los santos padres, que «atestiguan la presencia viva de esta tradición». Ya en la antigüedad los Concilios ecuménicos recurren al consentimiento de los padres para conocer la doctrina tradicional de la Iglesia; así, Éfeso para la maternidad divina de María, Calcedonia para las dos naturalezas de Cristo, el segundo de Nicea para las imágenes, etc. Ahora bien, ¿quiénes son los Padres? En el primitivo cristianismo recibían el apelativo de «padre» aquellos que instruían a otros en la fe, y como el oficio de enseñar incumbía a los obispos, éstos recibían de modo especial el nombre de padres. Posteriormente, S. Agustín designa con este nombre a S. Jerónimo, que no era obispo, teniendo en cuenta su doctrina y santidad. Entre los teólogos católicos actuales se conocen comúnmente con el nombre de «Padre» a aquellos escritores eclesiásticos que reúnen las cuatro notas distintivas siguientes:
1. Doctrina ortodoxa.
2. Santidad de vida.
3. Antigüedad.
4. Aprobación de la Iglesia.

Aquellos autores antiguos a los que no les cuadra alguna de estas notas reciben el nombre de escritores eclesiásticos, p. ej., Tertuliano y Orígenes.
Para que los padres constituyan verdadero criterio de tradición es necesario:
- Que propongan una doctrina como perteneciente a la fe o a las costumbres, no solo objetivamente, sino también subjetivamente considerada.
- Que la propongan como testigos de la fe o como doctores auténticos de una manera cierta y segura.
- Que exista un consentimiento moralmente unánime entre los padres acerca de una materia. El problema radica en señalar cuándo existe ese sentir unánime de los padres, pues pueden darse casos especiales en que el consentimiento de unos pocos, por la gran autoridad que tuvieron en la Iglesia, equivalga al de una mayoría. Más aún, puede suceder que el testimonio de un solo padre sea un criterio cierto de tradición, sobre todo si ese padre es altamente significativo en la materia que trata, p. ej., S. Atanasio en materia trinitaria, S. Agustín en la gracia y S. Cirilo de Alejandría en cristología. Por lo que se refiere a la interpretación de la Sagrada Escritura, para que el consentimiento unánime de los padres sea criterio cierto de tradición se requiere no solo el sentir unánime en una determinada interpretación, sino que además la propongan como el sentido que le fue inspirado al autor sagrado, es decir, que no se trate de una interpretación acomodada con un fin puramente espiritual.

### La liturgia
El relator de la Const. Dei Verbum, al presentar la doctrina contenida en el n.º 8 de la misma, afirmó que la liturgia es un testimonio privilegiado de la tradición viva, y citó un texto de Pío XII según el cual «con dificultad se hallará una verdad de la fe cristiana que no esté de alguna manera expresada en la liturgia». Esta importancia de la liturgia como criterio y testimonio de la tradición es subrayado desde la antigüedad. Lo usó S. Agustín para defender la necesidad de la gracia y antes que él lo usaron Tertuliano y S. Cipriano. En la época contemporánea el papa Pío XI habló de la «liturgia como didascalia de la Iglesia..., como el órgano más importante del magisterio ordinario». Con bastante frecuencia se ha repetido la venerable fórmula de Próspero de Aquitania «legem credendi lex ex statuat suplicandi», como síntesis de esta doctrina, cuyo sentido explica Pío XII en la Encíclica Mediator Dei. Las doxologías y los símbolos usados en el culto han sido siempre lugares destacados en los que se reflejaba la verdad de la fe, ya sea afirmándose contra los ataques, ya sea consignando los avances conseguidos. Por otra parte, nadie puede negar cuán preciosas enseñanzas se derivan de la praxis litúrgica, p. ej., en la veneración de las imágenes y en la administración concreta de los sacramentos. La disciplina penitencial está llena de informaciones sobre la teología de este sacramento. Por eso Pío XII pudo llamar a la liturgia «el espejo fiel de la doctrina transmitida por los antiguos».
La razón por la cual la liturgia constituye un criterio de tradición es porque ella es la voz de la Iglesia que expresa su fe, la canta, la practica en una celebración viviente. La liturgia, igualmente, es una acción sagrada, una acción que incorpora una convicción, la expresa, y, por lo mismo, la desarrolla. Por otra parte, la liturgia, siendo ritual, tiene gran poder de conservación, porque el rito es fijo, se transmite y practica como tal. A esto hay que añadir que el sujeto responsable de sus afirmaciones es siempre la Iglesia. La liturgia se desarrolla a partir de un fondo común que se remonta hasta los apóstoles. Los mismos ritos y fórmulas, aunque nazcan de una iniciativa particular, para que penetren en la liturgia han de ser aceptados por la Iglesia y aprobados por la autoridad guardiana de la tradición apostólica. Esto no obstante, hay que reconocer que es un criterio difícil de usar. La liturgia, testigo privilegiado de la creencia de una Iglesia, no tiene otra autoridad que la del magisterio que la ha aprobado. Por eso, antes de examinar la fuerza que pueda tener una doctrina extraída de la liturgia, es preciso analizar qué antigüedad, universalidad y aprobación tiene dicha liturgia.